# Portland Trail Blazers 1973-1974
La stagione 1973-74 dei Portland Trail Blazers fu la 4ª nella NBA per la franchigia.
I Portland Trail Blazers arrivarono quinti nella Pacific Division della Western Conferencecon un record di 27-55, non qualificandosi per i play-off.

## Roster
| N° | Naz.                   | Ruolo | Sportivo      | Anno | Alt. | Peso |
| -- | ---------------------- | ----- | ------------- | ---- | ---- | ---- |
| 4  | Stati Uniti (bandiera) | A     | Greg Smith    | 1947 | 196  | 88   |
| 11 | Stati Uniti (bandiera) | G     | Mark Sibley   | 1950 | 188  | 79   |
| 12 | Stati Uniti (bandiera) | G     | Mo Layton     | 1948 | 185  | 82   |
| 13 | Stati Uniti (bandiera) | G     | Bernie Fryer  | 1949 | 191  | 84   |
| 15 | Stati Uniti (bandiera) | GA    | Larry Steele  | 1949 | 196  | 82   |
| 17 | Stati Uniti (bandiera) | G     | Charlie Davis | 1949 | 188  | 73   |
| 17 | Stati Uniti (bandiera) | G     | Bob Verga     | 1945 | 185  | 86   |
| 21 | Stati Uniti (bandiera) | AC    | Sidney Wicks  | 1949 | 203  | 102  |
| 27 | Stati Uniti (bandiera) | A     | John Johnson  | 1947 | 201  | 91   |
| 30 | Stati Uniti (bandiera) | AC    | Rick Roberson | 1947 | 206  | 105  |
| 35 | Stati Uniti (bandiera) | C     | LaRue Martin  | 1950 | 211  | 94   |
| 36 | Stati Uniti (bandiera) | AC    | Lloyd Neal    | 1950 | 201  | 102  |
| 44 | Stati Uniti (bandiera) | A     | Ollie Johnson | 1949 | 198  | 91   |
| 45 | Stati Uniti (bandiera) | G     | Geoff Petrie  | 1948 | 193  | 86   |

## Staff tecnico
- Allenatore: Jack McCloskey
- Vice-allenatore: Neil Johnston